# Ten Love Songs
Ten Love Songs [en español, Diez canciones de amor] es el cuarto álbum de estudio de la cantautora noruega Susanne Sundfør. Fue lanzado el 16 de febrero de 2015, sucedido de una gira europea que comenzó el 3 de marzo de 2015. "Fade Away" fue el primer sencillo del álbum, seguido de "Delirious". Para el álbum, Sundfør colaboró con Anthony Gonzalez de M83, Sbein Berge y Torbjørn Brundtland de Röyksopp, Lars Horntveth y la Trondheimsolistene Chamber Ensemble. La cantante describió al álbum como un intento de hacer un álbum pop [2]. 'Ten Love Songs' y su sencillo "Fade Away" se transformaron en un éxito comercial en Noruega: ambos recibieron una certificación de oro.

## Temáticas
"Cuando comencé a trabajar en el álbum, quise hacer un álbum de violencia y, entonces, cuando escribía las canciones, había aspectos violentos; pero se relacionaban comúnmente con el amor y las relaciones: cómo te conectas con otras personas. Así que terminaron siendo diez canciones de amor", explicó Sundfør en una entrevista.

## Recepción crítica
Ten Love Songs recibió un puntaje promedio de 87 en Metacritic, lo que indica "aclamación universal", basado en siete reseñas. Michael Hann de The Guardian lo consideró "un álbum bastante brillante" y "atractivamente directo, pero perfectamente compuesto". El editor de Sonic Seducer escribió que a lo largo del álbum, la voz de Sundfør resalta por sobre los arreglos de orquesta y el estilo de pista de baile.

## Lista de canciones
Todas las canciones escritas y compuestas por Susanne Sundfør. 
| N.º | Título       | Productor(es)                     | Duración |  |
| 1.  | «Darlings»   | Susanne Sundfør                   | 2:39     |  |
| 2.  | «Accelerate» | Susanne Sundfør, Jonathan Bates   | 5:26     |  |
| 3.  | «Fade Away»  | Susanne Sundfør                   | 3:18     |  |
| 4.  | «Silencer»   | Susanne Sundfør, Lars Horntveth   | 3:28     |  |
| 5.  | «Kamikaze»   | Susanne Sundfør                   | 5:12     |  |
| 6.  | «Memorial»   | Susanne Sundfør, Anthony Gonzalez | 10:06    |  |
| 7.  | «Delirious»  | Susanne Sundfør                   | 4:56     |  |
| 8.  | «Slowly»     | Susanne Sundfør, Röyksopp         | 4:27     |  |
| 9.  | «Trust Me»   | Susanne Sundfør                   | 4:02     |  |
| 10. | «Insects»    | Susanne Sundfør                   | 3:05     |  |

Notas
- ^[a] indica productor adicional
- ^[b] indica coproductor